# Когтедедка похожий
Когтедедка похожий (лат. Onychogomphus assimilis) — вид разнокрылых стрекоз из семейства дедок (Gomphidae).

## Описание
Относительно крупная стрекоза чёрно-жёлтой окраски с прозрачными крыльями, не имеющими рисунка. Длина тела 50—55 мм, длина переднего крыла 31—34 мм. Задние крылья самцов имеют округлую выемку в основании, у самок — закруглены. Глаза на темени широко расставлены (разделены промежутком). Ноги короткие, задние бедра в вытянутом состоянии достигают только основания брюшка. Имеет сливающиеся линии чёрного цвета на боках груди, которые образуют две широкие чёрные полосы, заметные даже издали. Верхние анальные придатки самцов сбоку имеют характерную форму наподобие клюва орла.

## Ареал
Армения, Грузия, Иран, Турция и Туркменистан.

## Биология
Предпочитает различные типы проточных водоёмов, часто с каменистым дном. Лёт в июне-июле. Самки откладывают яйца в воду в места с замедленным течением. На брюшке на 7—9 сегментах личинок имеются крупные спинные шипы и бугорки — тупые, довольно крупные. Личинки обитают в реках, под камнями и на песчаном дне. Развитие личинок длится 3—4 года. Личинки питаются донными личинками насекомых, червями и мелкими моллюсками.

## Охрана
Вид включён в Красную книгу Армении. На территории Армении вид представлен подвидом Onychogomphus assimilis fulvipennis (Bartenev, 1912).